# Yatta!
Yatta!(얏타, 일본어: やった!)는 일본의 코미디언으로 구성된 핫파타이의 노래이다.

## 개요
이 노래가 발매된 당시는 2001년으로, 잃어버린 10년 때였다. 일본은 잃어버린 10년으로 지쳐있는 상태였고, 경제율 하락하고 자살율이 높아지는 등 거품 경제의 몰락과 어려움과 힘듬을 겪고 있었다. 이러한 일본의 상황을 지켜본 코미디언들은 6인조로 구성된 그룹 핫파타이를 결성하였고, 이 노래를 녹음 및 작업하여 발매하였다. 실제로 이 노래를 들은 많은 사람들이 힘을 얻었으며, 중년층의 자살율이 줄었다. Yatta!는 일본 오리콘 차트 6위에 올라갔으며, 수익금은 모두 평화단체에 기부하였다.

## 평가

### 일본
국내에서는 "나뭇잎 한 장으로 일본인들을 위로해 준 노래", "코미디언들이 일본 전역에 웃음을 뿌려준 노래" 등 긍정적으로 평가되고 있다.

### 국외

#### 대한민국
가사의 뜻을 모르는 한국인들은 "왜 변태처럼 나무잎만 걸쳐있냐", "역시 변태 강대국답다."등 부정적 평가가 되고 있으나, 가사의 뜻을 이해하고 있는 한국인들은 공감을 보이며 "코미디언들이 잘하고 있다.", "우리나라도 저런 노래를 만들자", "우리나라도 저때 당시 일본이랑 상황이 같았으니 공감이 된다." 등 긍정적인 평가되고 있다.

## 인터넷 문화
일본에서는 니코니코 동화에서 매드무비 요소로 자리잡았으며, 후타미 아미 (CV. 시모다 아사미)가 이 곡을 커버하였다. 한국에서는 Yatta!의 가사 중에 기모찌(きもち)라는 가사와 뮤직비디오 장면이 있는데, 영상 요소로 사용되면서 유명해졌다. 이 밖에도 서양에서는 2002년 유행했었던 몬더그린 플래시로 2차 창작물을 제작했었다.

## 공연
2003년 3월 14일 지미 키멀쇼에서 라이브 공연을 하여 ABC에 송출되었다.